# Грейнджер, Кимми
Кимми Грейнджер (англ. Kimmy Granger; род. 18 мая 1995 года в Сан-Диего, Калифорния, США) — американская порноактриса.

## Карьера
Имеет сицилийское происхождение. Её мать — бывшая фотомодель. До начала порнокарьеры Кимми работала официанткой по коктейлям в стриптиз-клубе Little Darlings. Подрабатывает стриптизёршей. Первые съёмки порносцен состоялись в Майами в 2015 году.
Снимается для таких студий как Brazzers, Digital Sin, Evil Angel, Girlfriends Films, Girlsway, Jules Jordan Video, Mofos, Naughty America, Nubile Films, Reality Kings и многих других.
В специальном соревновании под названием Оргазмические игры (англ. Orgasmic Games), которое было организовано Adult Empire в августе 2016 года, Кимми занимает третье место (бронза) в категории «Бондаж».
В сентябре 2016 года была выбрана порносайтом Twistys.com как Treat of the Month.
В ноябре 2018 года за работу в фильме Poon Raider: A DP XXX Parody была номинирована премией AVN Awards в категории «Лучшая актриса — полнометражный фильм».
По данным сайта IAFD на июнь 2018 года, снялась в более чем 230 порнофильмах.

## Награды и номинации
| Год  | Награда                    | Результат | Категория | Фильм                                |
| ---- | -------------------------- | --------- | --- | ------------------------------------ |
| 2016 | AVN Award                  | Номинация | Награда поклонников: самый горячий новичок | н/д                                  |
| 2016 | NightMoves Award           | Номинация | Лучшая новая старлетка | н/д                                  |
| 2017 | AVN Award                  | Номинация | Лучшая новая старлетка | н/д                                  |
| 2017 | AVN Award                  | Номинация | Лучшая сцена секса парень/девушка (вместе с Джей-Маком) | Don’t Break Me                       |
| 2017 | AVN Award                  | Номинация | Лучшая сцена триолизма (Д/Д/П) (вместе с Джеймсом Дином и Джией Пейдж) | Swingers Getaway                     |
| 2017 | Spank Bank Award           | Победа    | Киска года | н/д                                  |
| 2017 | Spank Bank Technical Award | Победа    | Оседлай их, ковбойша! | н/д                                  |
| 2017 | XBIZ Award                 | Номинация | Лучшая новая старлетка | н/д                                  |
| 2018 | AVN Award                  | Номинация | Лучшая лесбийская групповая сцена (вместе с Айден Эшли и Селеной Сторм)                                                                                                   | Best Friends or Lesbians?            |
| 2018 | AVN Award                  | Номинация | Лучшая лесбийская групповая сцена (вместе с Бри Дэниелс, Далией Скай, Дарси Дольче, Каденс Люкс, Кристен Скотт, Мелиссой Мур, Сарой Лав, Сереной Блэр и Эй Джей Эпплгейт) | The Faces of Alice                   |
| 2018 | AVN Award                  | Номинация | Лучшая сцена группового секса (вместе с Катриной Джейд, Ксандером Корвусом, Лукасом Фростом и Эбигейл Мэк)                                                                | Power Bangers: A Brazzers XXX Parody |
| 2018 | AVN Award                  | Номинация | Лучшая сцена секса парень/девушка (вместе с Крисом Строуксом) | Kimmy Gets Fucked and Abused         |
| 2018 | Pornhub Award              | Номинация | Самая популярная исполнительница | н/д                                  |
| 2018 | Spank Bank Award           | Победа    | Самая красивая девушка в порно | н/д                                  |
| 2018 | Spank Bank Technical Award | Победа    | Лучший коллега по работе в кинотеатре на полставки | н/д                                  |
| 2019 | AVN Award                  | Номинация | Лучшая актриса — полнометражный фильм | Poon Raider: A DP XXX Parody         |
| 2019 | AVN Award                  | Номинация | Лучшая лесбийская сцена (вместе с Адрией Рэй) | Skinny Dipping                       |
| 2019 | AVN Award                  | Номинация | Лучшая сцена секса в виртуальной реальности (вместе с Адрианой Чечик и Чедом Уайтом)                                                                                      | Grangerous Liaisons                  |
| 2019 | Spank Bank Technical Award | Победа    | Ненасытный демон спермы | н/д                                  |
| 2019 | XBIZ Europa Award          | Номинация | Лучшая сцена секса — полнометражный фильм (вместе с Маркусом Лондоном) | Uninvited                            |
| 2020 | AVN Award                  | Номинация | Лучшая лесбийская групповая сцена (вместе с Абеллой Дейнджер и Отем Фоллс)                                                                                                | Wash and Dry Her                     |
| 2020 | AVN Award                  | Номинация | Лучшая сцена группового секса (вместе с Кармен Кармой, Киссой Синс и Маркусом Дюпри)                                                                                      | Twerk Class in Session               |
| 2020 | AVN Award                  | Номинация | Лучшая сцена секса парень/девушка в иностранном фильме (вместе с Маркусом Лондоном)                                                                                       | Uninvited                            |
| 2020 | AVN Award                  | Номинация | Лучшая сцена триолизма (Д/Д/П) (вместе с Джей Саммерс и Дэймоном Дайсом)                                                                                                  | Backhanded 3                         |
| 2021 | AVN Award                  | Номинация | Лучшая ведущая актриса | Vacation in Purgatory                |
| 2021 | AVN Award                  | Номинация | Лучшая сцена секса парень/девушка (вместе с Ксандером Корвусом) | Vacation in Purgatory                |
| 2021 | XBIZ Award                 | Номинация | Лучшая сцена секса — полнометражный фильм (вместе с Ксандером Корвусом)                                                                                                   | Vacation in Purgatory                |
| 2023 | AVN Award                  | Номинация | Лучшая сцена триолизма (Ж/Ж/М) (вместе с Алексис Фоукс и Заком Уайлдом)                                                                                                   | Be Grateful                          |
| 2025 | AVN Award                  | Номинация | Лучшая актриса второго плана | Gold Diggers                         |
| 2025 | AVN Award                  | Номинация | Лучшая сцена секса парень/девушка (вместе с Миком Блу) | Let Me Be Your Fuck Toy!             |
| 2025 | AVN Award                  | Победа    | Лучшая сцена триолизма (вместе с Адрией Рэй и Сетом Гэмблом) | Gold Diggers — Episode 5             |
| 2025 | XMA Award                  | Номинация | Лучшая сцена секса — виньетка (вместе с Сетом Гэмблом) | Phantasia                            |
| 2025 | XMA Award                  | Номинация | Лучшая сцена секса — полнометражный фильм (вместе с Адрией Рэй и Сетом Гэмблом)                                                                                           | Gold Diggers                         |
| 2025 | XMA Award                  | Номинация | Лучшее актёрское исполнение — второй план | Gold Diggers                         |

## Избранная фильмография
- 2015 — Naughty Nieces 2
- 2016 — A Soft Touch 3
- 2016 — Come Inside Me 2
- 2016 — Exxxtra Small Chicks Fucking Huge Dicks 16
- 2016 — Innocence of Youth 9[26]
- 2016 — Manuel Ferrara’s Ripe
- 2017 — 2 Chicks Same Time 24
- 2017 — Double Distraction
- 2018 — Super Cute 8
- 2018 — Three Lovers